# Kydex

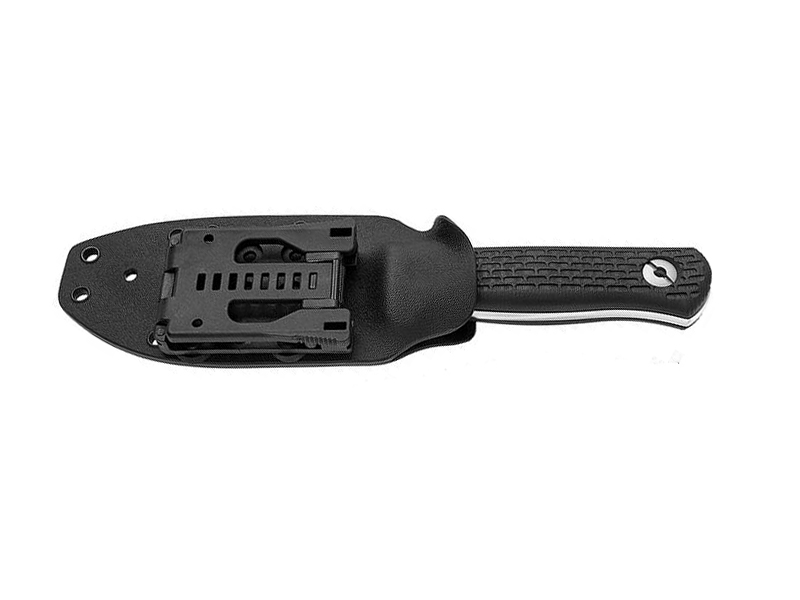
Bainha de faca em Kydex

Kydex é a designação de uma linha de materiais termoplásticos acrílico-cloreto de polivinila fabricados pela Sekisui SPI. Tem uma ampla variedade de aplicações, incluindo estruturas de aeronaves, coldres para armas de fogo, e bainhas para facas.[carece de fontes?]
Em 1972, o Kydex foi usado pela primeira vez como material de coldre pelo agente do FBI de Chicago, Bill Rogers. Os coldres Kydex são leves e duráveis.
O material similar, "acrílico de policloreto de vinila" (IPK Acrílico-cloreto de polivinila) é fabricado pela Emco Plastics e pela Interstate Plastics, que tem propriedades quase idênticas com uma camada adicionada para impressão em tela.